# Epidendrum clowesii
Epidendrum clowesii là một loài thực vật có hoa trong họ Lan. Loài này được Bateman ex Lindl. mô tả khoa học đầu tiên năm 1844.